# 2012-es Internazionali BNL d’Italia
A 2012-es Internazionali BNL d’Italia (vagy 2012-es Rome Masters) tenisztornát Olaszország fővárosában, Rómában rendezték meg 2012. május 14. és 21. között. A férfiak számára ATP World Tour Masters 1000, a nők számára Premier 5 kategóriájú esemény 69. kiadását tartották meg 2012-ben. A torna eredetileg 20-án ért volna véget, de a vasárnapi esős időjárás miatt hétfőre, 21-ére halasztották a férfiak döntőjét.

## Győztesek

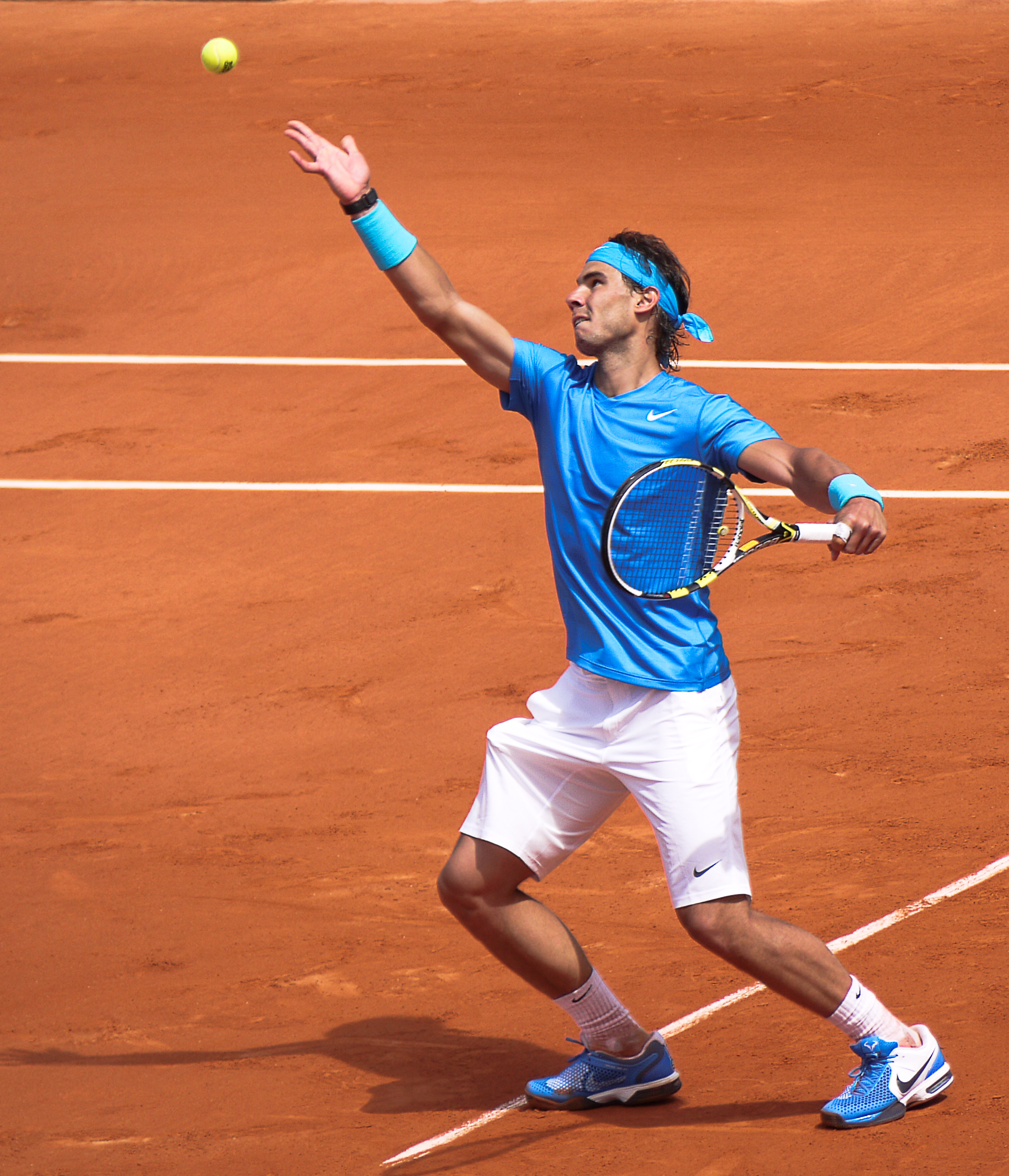
Rafael Nadal a rekordot jelentő huszonegyedik tornagyőzelmét szerezte meg a World Tour Masters 1000-es sorozatban

A férfiak egyéni küzdelmét az előző évben is döntős Rafael Nadal nyerte meg, miután a 2 óra 20 percig tartó döntőben 7–5, 6–3-ra legyőzte a címvédő Novak Đokovićot. Nadal hatodszor nyerte meg a római versenyt, aminek köszönhetően a világranglistán visszavette Roger Federertől az egy héttel korábban elveszített második helyet. A spanyol játékos a rekordot jelentő huszonegyedik tornagyőzelmét aratta egy ATP World Tour Masters 1000-es versenyen. Đoković a negyedik döntőjét vívta Rómában, 2008-ban és 2011-ben győzni tudott, 2009-ben pedig éppen Nadaltól kapott ki a fináléban.
A nők egyéni versenyét az előző évben is bajnoki címet szerző Marija Sarapova nyerte meg, a döntőben 4–6, 6–4, 7–6(5)-ra legyőzve a nyolcadik kiemelt Li Nát. Sarapovának ez volt pályafutása huszonhatodik egyéni tornagyőzelme, 2012-ben másodszor tudott nyerni a Stuttgartban aratott diadalt követően. A címvédés első alkalommal sikerült neki salakos versenyen, más borításokon Tokióban 2003-ban és 2004-ben, Birminghamben 2004-ben és 2005-ben, San Diegóban 2006-ban és 2007-ben győzött. Li Na a tizenkettedik WTA-döntőjét játszotta karrierje során, ez volt a hetedik, amelyet elveszített.
A férfi párosoknál a tornagyőzelmet a Marcel Granollers–Marc López-páros szerezte meg, a 80 percig tartó döntőben 6–3, 6–2-re legyőzve a Łukasz Kubot–Janko Tipsarević-kettőst. A két spanyol játékosnak ez volt az első közösen megszerzett címe, korábban négy finálét is elveszítettek. Granollers és López is a hetedik páros győzelmét ünnepelhette, ebből előbbi az elsőt, utóbbi a harmadikat egy ATP World Tour Masters 1000-es versenyen.
A női párosok versenyét a Sara Errani–Roberta Vinci-páros nyerte meg, a döntőben 6–2, 7–5-re legyőzve a Jekatyerina Makarova–Jelena Vesznyina-kettőst. Erraninak és Vincinek az év során ez volt az ötödik, összességében a tizedik közösen megszerzett címe. 1985 óta első alkalommal nyerte meg a női párosok versenyét egy olasz kettős, akkor Sandra Cecchini és Raffaella Reggi diadalmaskodott.

## Döntők

### Férfi egyes
Rafael Nadal –  Novak Đoković 7–5, 6–3

### Női egyes
Marija Sarapova –  Li Na 4–6, 6–4, 7–6(5)

### Férfi páros
Marcel Granollers /  Marc López –  Łukasz Kubot /  Janko Tipsarević 6–3, 6–2

### Női páros
Sara Errani /  Roberta Vinci –  Jekatyerina Makarova /  Jelena Vesznyina 6–2, 7–5

## Világranglistapontok és pénzdíjazás

### Pontok
| Eredmény           | Férfi egyes | Férfi páros | Női egyes | Női páros |
| ------------------ | ----------- | ----------- | --------- | --------- |
| Győzelem           | 1000        | 1000        | 900       | 900       |
| Döntő              | 600         | 600         | 620       | 620       |
| Elődöntő           | 360         | 360         | 395       | 395       |
| Negyeddöntő        | 180         | 180         | 225       | 225       |
| 16 között          | 90          | 90          | 125       | 125       |
| 32 között          | 45          | 10          | 70        | 1         |
| 56 között          | 10          | –           | 1         | –         |
| Főtáblára jutás    | 25          | –           | 30        | –         |
| Selejtező (döntő)  | 16          | –           | 20        | –         |
| Selejtező (1. kör) | 0           | –           | 1         | –         |

### Pénzdíjazás
A torna összdíjazása a férfiak számára 2 950 475 euró, a nőknek 2 168 400 amerikai dollár volt.
| Eredmény           | Férfi egyes | Férfi páros | Női egyes | Női páros |
| ------------------ | ----------- | ----------- | --------- | --------- |
| Győzelem           | 460 260 €   | 142 500 €   | 385 000 $ | 199 000 $ |
| Döntő              | 225 680 €   | 69 780 €    | 192 000 $ | 100 000 $ |
| Elődöntő           | 113 580 €   | 35 000 €    | 95 100 $  | 45 000 $  |
| Negyeddöntő        | 57 755 €    | 17 970 €    | 44 250 $  | 18 975 $  |
| 16 között          | 30 000 €    | 9290 €      | 22 000 $  | 9500 $    |
| 32 között          | 15 810 €    | 4900 €      | 11 300 $  | 5000 $    |
| 56 között          | 8535 €      | –           | 5800 $    | –         |
| Selejtező (döntő)  | 1965 €      | –           | 3200 $    | –         |
| Selejtező (1. kör) | 1000 €      | –           | 1650 $    | –         |